# Majed Radhi Al-Sayed
Majed Radhi Mubarak Al-Sayed (in arabo ماجد راضى السيد‎?; 31 gennaio 1993) è un multiplista kuwaitiano.

## Record nazionali
- Decathlon: 7838 p. ( Doha, 23 aprile 2019)
- Eptathlon: 5228 p. ( Teheran, 2 febbraio 2018)

## Palmarès
| Anno | Manifestazione                   | Sede        | Evento    | Risultato | Prestazione | Note             |
| ---- | -------------------------------- | ----------- | --------- | --------- | ----------- | ---------------- |
| 2012 | Campionati asiatici juniores     | Colombo     | Decathlon | Argento   | 5957 p.     |                  |
| 2015 | Campionati arabi                 | Manama      | Decathlon | 4º        | 6511 p.     |                  |
| 2017 | Campionati asiatici              | Bhubaneswar | Decathlon | 4º        | 7441 p.     |                  |
| 2017 | Campionati arabi                 | Radès       | Decathlon | Oro       | 7118 p.     |                  |
| 2018 | Campionati asiatici indoor       | Teheran     | Eptathlon | Oro       | 5228 p.     | Record nazionale |
| 2018 | Campionati dell'Asia occidentale | Amman       | Decathlon | Oro       | 6741 p.     |                  |
| 2019 | Campionati asiatici              | Doha        | Decathlon | Argento   | 7838 p.     | Record nazionale |
| 2019 | Campionati arabi                 | Il Cairo    | Decathlon | Oro       | 7232 p.     |                  |